# Nguyễn Sĩ Giáo
Nguyễn Sĩ Giáo (chữ Hán: 阮仕教; 1638 – ?) là một vị quan triều Lê. Ông là người xã Mi Sơn huyện Thanh Chương (nay thuộc xã Thanh Mai, huyện Thanh Chương, tỉnh Nghệ An). Ông từng giữ các chức quan như Thiêm đô Ngự sử, Hàn lâm Thị độc, Hộ khoa Đô Cấp sự trung.

## Tiểu sử và sự nghiệp

### Tiểu sử
Nguyễn Sĩ Giáo sinh ra trong một gia đình Nho giáo, có bốn anh em đỗ Hương cống và đều được bổ làm Giám sinh Quốc Tử Giám, nhưng ông là người nổi tiếng nhất. Nguyễn Sĩ Giáo thi Hương đỗ đầu khoa, thi Đình đời Lê Huyền Tông, làm quan trải qua 3 triều đại: Lê Huyền Tông, Lê Gia Tông và Lê Hy Tông. 

### Sự nghiệp
Nguyễn Sĩ Giáo thi Hương đỗ Giải nguyên. Năm 1664 ông đỗ Đệ tam giáp đồng Tiến sĩ xuất thân khoa Giáp Thìn đời Lê Huyền Tông. Ông làm quan giữ các chức Thiêm đô ngự sử (1676), Hàn lâm Thị độc. Sau ông bị cách chức.
Tháng 7 năm Bính Thìn (1676), trong viện Hàn lâm dưới triều Lê Hy Tông, Giám sát ngự sử Trần Thế Vinh  được tin thân sinh mất, giấu đi không phát tang. Hàn lâm hiệu thảo Nguyễn Đức Vọng cùng một số viên quan khác làm sớ đàn hặc Thế Vinh không phải người biết giữ đạo hiếu. Theo luật đương thời là Quốc triều Hình luật thì giấu tang thân sinh là phạm tội nặng. Trần Thế Vinh bị cách chức. Thiêm đô ngự sử Nguyễn Sĩ Giáo không làm sớ tâu việc này nên bị đàn hặc là a dua phụ họa, bênh vực riêng cho Trần Thế Vinh, cũng bị bãi chức.
Nhưng về sau không những được phục chức mà Nguyễn Sĩ Giáo còn được đặc phong vinh lộc đại phu, ban thụy chất trực và được hưởng lệ định phong ấm cho tôn thất.
làm trong Viện hàn lâm, nơi trông coi việc soạn thảo những chế, cáo, chiếu, chỉ của vua (xem Khâm Định Việt Sử Thông Giám Cương Mục, quyển 7 trang 216). Nói dễ hiểu hơn chức trách viện Hàn lâm là: phàm tờ chiếu, tờ chế đều do viện này đứng khởi thảo (chiếu lời lệnh vua ban, chế là lời vua khen), về việc các quan trong triều đường bảo cử, mà còn có đều gì chưa được thỏa đáng, thì viện này đều được phép hặc tâu để xét lại. Ngày xưa người trên bảo kẻ dưới là chiếu, từ nhà Tần nhà Hán thì chỉ vua được dùng chiếu như [chiếu thư] 詔書 tờ chiếu, [ân chiếu] 恩詔, xuống chiếu ra ơn cho. Lời của vua, lệnh của vua gửi xuống cho thần dân (Theo Việt sử Giai thoại, trang 773, PGS. Đinh Khắc Thuần, viện Hán Nôm chủ biên).